# Beson
Beson war ein altes Volumenmaß für Flüssigkeiten in Augsburg.

## Unterteilung
- 1 Beson = 8 Maß[1]
- 96 Beson = 1 Fuder[2] = 8 Jetz = 16 Muids = 768 Maß = 1536 Seidel = 3072 Quartel = 6144 Achtel[3]